# Ludwik II Niemiecki
Ludwik II Niemiecki (ur. w 806, zm. 28 sierpnia 876 we Frankfurcie nad Menem) – król Bawarii w latach 817–843, a od 843 król wschodniofrankijski. Syn Ludwika I Pobożnego, wnuk Karola Wielkiego.

## Życiorys

### Młodość
W 817 na mocy rozporządzenia sukcesyjnego ojca, Ludwik otrzymał Bawarię. W 824 brał udział w wyprawie przeciw wojskom bretońskim. W 826 stłumił powstanie Sasów i objął samodzielne rządy w Bawarii. Rok później najechał na Bułgarów panońskich. Wraz z braćmi uczestniczył w spisku przeciwko swej macosze Judycie. W 833 wraz z braćmi uczestniczył w powstaniu przeciwko Ludwikowi Pobożnemu, który został uwięziony na polecenie Lotara. Bracia dokonali podziału ziem ojca, na mocy którego Ludwik miał otrzymać oprócz Bawarii terytoria Szwabii, Alzacji i Nadrenii. W 834 Ludwik uwolnił ojca, w obawie przed zwiększeniem wpływów swego brata Lotara.

### Początki rządów
W wyniku kolejnych buntów przeciwko ojcu w latach 838–840, ojciec Ludwika (zm. 840) pozbawił go wszystkich ziem prócz Bawarii. W 843 na mocy traktatu z Verdun otrzymał trzecią, wschodnią część posiadłości państwa karolińskiego, z którego później uformowało się Królestwo Niemieckie (962), rdzeń I Rzeszy Niemieckiej. W celu poszerzenia granic swego królestwa, Ludwik II rozpoczął w 844 kampanię przeciwko Obodrytom. W 846 osadził na tronie wielkomorawskim Rościsława jako wasala. W 855 Rościsław nawiązał kontakty z opozycją przeciwko Ludwikowi, co zmusiło króla do wyprawy na Morawy, która zakończyła się porażką.

### Konflikt z Karolem Łysym
W 855, po śmierci swego brata Lotara, próbował osłabić władzę młodszego brata Karola II Łysego. W 858 najechał na ziemie Karola, lecz mimo zwycięskiej bitwy pod Brienne został zmuszony do odwrotu. W 864 zorganizował kolejną wyprawę zbrojną na Rościsława i zmusił go do oddania się. W 870 przyjął hołd lenny następcy Rościsława, Świętopełka I. W 874 zawarł pokój z nowym księciem morawskim w Forchheim, zapewniający państwu wielkomorawskiemu większą samodzielność. W 875 ponownie najechał na ziemię Karola Łysego, lecz z powodu braku poparcia ponownie został zmuszony do odwrotu.
Po śmierci Ludwika w 876, królestwo wschodniofrankijskie uległo podziałowi między jego synów.

## Małżeństwo
W 827 ożenił się z Hemmą siostrą drugiej żony swojego ojca, Judyty Bawarskiej. Miał z nią siedmioro dzieci:
- Karloman,
- Ludwik III Młodszy,
- Karol Otyły,
- Hildegarda,
- Irmingarda z Chiemsee,
- Berta,
- Gisela.

## W kulturze

### Przydomek
Przydomek "Niemiecki" nadali Ludwikowi nowożytni historycy, bowiem niekiedy traktaty w Verdun uważa się za symboliczny początek państwa niemieckiego.

### Gry wideo
Seria Crusader Kings – jednym z grywalnych władców w tej serii gier wideo, jest Ludwik II z Karolingów, przedstawiony jako król państwa wschodniofrankijskiego.